# Paramillos de Uspallata
Paramillos de Uspallata es una región del Departamento Las Heras, Provincia de Mendoza, en el centro-oeste de la República Argentina. Es una de las áreas de dicha provincia de mayor riqueza en bienes patrimoniales, culturales, históricos, naturales y turísticos. El área alberga testimonios de las poblaciones originarias y de la historia de Mendoza; así como yacimientos paleontológicos; y una particular diversidad y especificidad biológica. 

## Ubicación geográfica

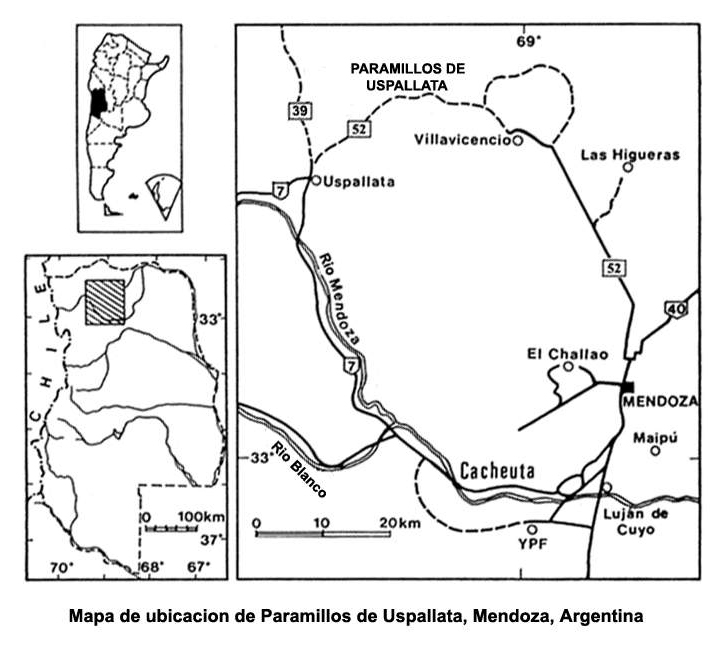
Mapa de ubicación de Paramillos de Uspallata, Mendoza, Argentina.

El área denominada Paramillos de Uspallata, está ubicada a 24 km al noreste de la localidad de Uspallata, en el Departamento Las Heras, provincia de Mendoza. Se accede a esta región por la Ruta Provincial n.º 52 (antigua Ruta Nacional n.º 7), que une la ciudad de Mendoza, con la citada localidad, pasando por el antiguo Gran Hotel Villavicencio y las termas del mismo nombre. Se enclava dentro del sistema orográfico-geológico denominado Precordillera, y comprende parte del flanco occidental de la Sierra de Uspallata. 
Está limitada por las estribaciones australes del cordón de San Bartolo y cordón de Las Cortaderas, en el extremo norte y noreste, respectivamente; en el extremo noroccidental limita con el cordón Agua del Jagüel; y hacia el sur, con las estribaciones septentrionales del cordón de Bonilla. La superficie total de Paramillos de Uspallata es amplia; no obstante, un relevante grupo de asociaciones, científicos e investigadores, argentinos y extranjeros, han promovido y apoyan la creación de un Área protegida, en una muy relevante y restringida superficie de aproximadamente 6797 ha. En ella, se concentra la mayor riqueza histórica, arqueológica, paleontológica, de fauna y flora; y, además, la zona constituye un muy importante atractivo turístico, por su singular belleza panorámica. El lugar presenta altitudes que varían entre los 2600 y los 3100 m s. n. m.

## Patrimonio histórico: las ruinas de las minas de Paramillos de Uspallata

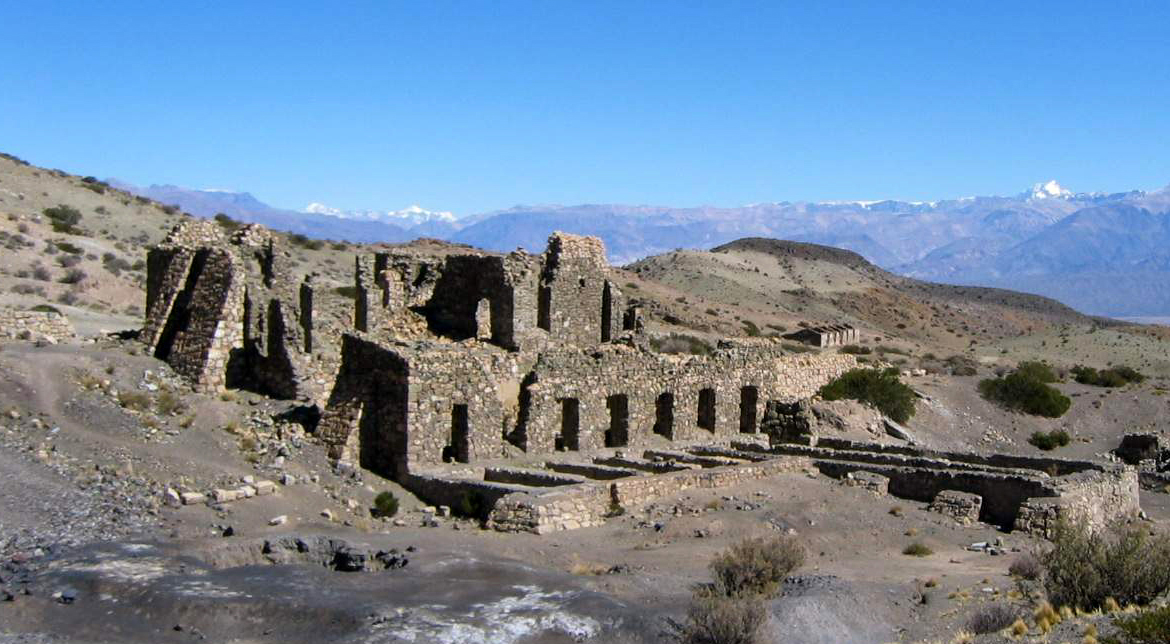
Ruinas de la mina de Paramillos de Uspallata. (Vista Parcial).

Las ruinas de las antiguas minas de Paramillos de Uspallata (de plomo, plata y zinc), materializan un patrimonio industrial histórico único, que se inicia probablemente en la época precolombina y se intensifica durante la Colonia (Orden Jesuita y otros propietarios). Estas minas son consideradas la primera explotación minera de la República Argentina, y una de las más antiguas e importantes de lo que fue el Virreinato del Río de La Plata, hasta las últimas acciones, bien avanzado el siglo XX. 
Se hallan ubicadas sobre la margen norte de la ex ruta nacional n.º 7 (actual ruta provincial n.º 52), que une las Termas de Villavicencio y el antiguo hotel del mismo nombre, con la localidad del valle de Uspallata. 
Fueron descubiertas, según se estima, en el año 1638, aunque de acuerdo con la historia minera mendocina pudieron haber sido explotadas anteriormente por los huarpes y posteriormente por los incas, que eran avezados mineros, quienes habrían realizado un laboreo sistemático en la zona, para extraer plata. Los métodos, en ese entonces, serían rudimentarios; pero los yacimientos existían.
Uno de los primeros antecedentes mineros citados después de la conquista, es el del clérigo chileno José María Quiñones quien, en 1595, descubrió minas de plata, que donó a Eugenio Martínez, en ese entonces cura de Mendoza. Ya en el siglo XVI, según registros del Archivo Histórico de Mendoza, se menciona la existencia de otros mineros, entre los que se puede mencionar a Alonso Niño de Cepeda, Juan Flores, Francisco López de Ayala, y los capitanes Alonso Izquierdo y José de Villegas.
La información más antigua conocida sobre la zona cuyana se registra en la obra Historia general del reino de Chile, del padre jesuita Diego de Rosales, cuyo manuscrito data del año 1674. La obra, extraviada en Chile, reapareció en París a fines del siglo XVIII, y figura citada por primera vez en el "Catálogo de los escritores de Chile", del abate Juan Ignacio Molina, que la incluye en el tomo II, de su "Compendio de las Historia Geográfica, Natural y Civil del Reyno de Chile". En ella, señala:"...en 1643 se descubrieron ricas minas de plata y oro en los faldeos de la cordillera, por el lado de Cuyo, no lejos de la ciudad de Mendoza...(Rosales 1877, 1:212)". Según él, la mina de Paramillos de Uspallata,"...descubierta en 1638, sólo empezó a ser beneficiada en 1762, aparentemente por falta de capital o de operarios, hasta que gente de Mendoza trajo a dos expertos mineros del Perú, para organizar la explotación."

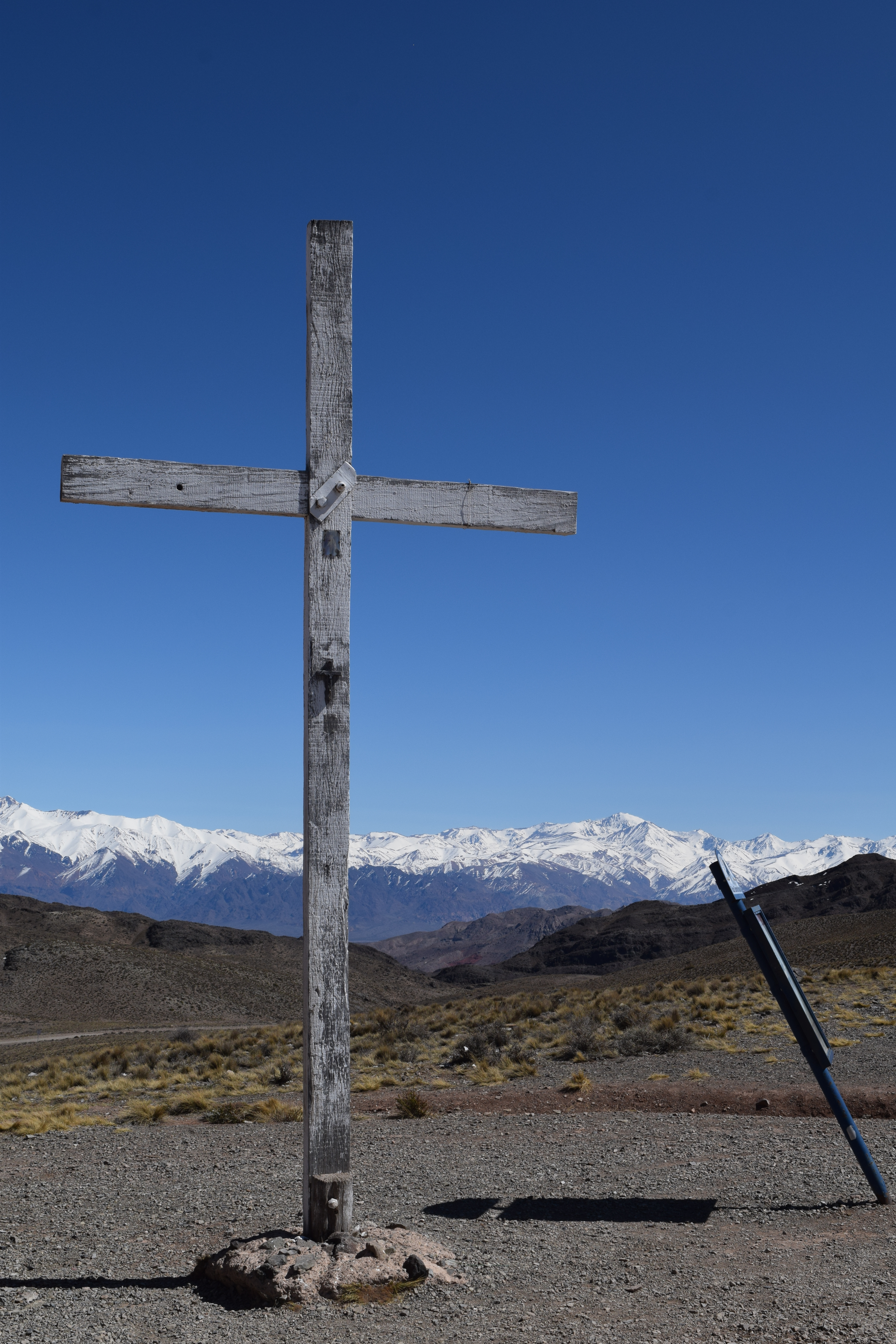
Cruz construida por los jesuitas en el.

Desde principios del siglo XVII y hasta mediados del siglo XVIII, los Jesuitas encararon su primera explotación sistemática y organizaron a los indígenas en los trabajos mineros. El superior de la Compañía de Jesús, padre Antonio Bobarrubias, dispuso que el padre José López y Solís se radicara en Uspallata para catequizar a los aborígenes. A partir de esa época, comienza a denominarse al valle "San Lorenzo de Uspallata", por el Teniente de Corregidor y Justicia Mayor de Mendoza, Capitán Lorenzo Suárez de Cantillana. Como consecuencia de ello, a las minas se las empezó a llamar de "San Lorenzo de Uspallata".
A mediados del siglo XVIII, trabajaban allí más de 4500 aborígenes. Al promediar ese siglo, se dio una fase de explotación intensiva, que duró unos 30 años. 
La casi totalidad de las labores se realizaba por el sistema de chiflón; es decir, mediante perforaciones hechas en la roca, siguiendo los costados de la caja metalífera. Estos huecos no eran amplios, sino que tenían el ancho suficiente para que se introdujeran los obreros. Estos debían bajar y subir por una serie de peldaños construidos en los costados de los muros del chiflón, cargando en la espalda un capacho de cuero, en el que acarreaban el material. 
Para moler los minerales se utilizaban los marayes. Estos eran enormes piedras circulares —cuyo peso oscilaba entre 500 y 1000 kg— que se utilizaban para moler el mineral grueso o para reducirlo casi a polvo. Tenían un orificio donde se introducían largos ejes de madera dura —o de hierro, después de la conquista—, que luego ataban fuertemente a sus extremos, de modo que la gran mole de piedra quedaba encerrada. Debajo del maray era colocada cierta cantidad de material chancado, que reposaba sobre una plataforma de madera dura. En cada extremo se ubicaba un marayero y, entre ambos, hacían balancear la píedra, dándole un pequeño movimiento de rotación para triturar el mineral. Con el maray porfirizador obtenían un polvo de tierra y metal, que luego era trasladado a las piletas o se lo lavaba en cántaros, a fin de separar el material puro.
Los relictos de algunas de las ruinas jesuíticas que allí se conservan, tanto del campamento, como de la antigua planta de concentración y de los corrales, datan de esa época. 
Después de la expulsión de los Jesuitas, en 1767, por orden del Rey Carlos III de España, la mina quedó abandonada a laboreos por pequeños mineros. Unos decenios después, volvió a renacer su explotación, y varias minas retomaron sus trabajos; primero, por parte de los españoles y, más tarde, de los ingleses. 
En 1788, el abate Juan Ignacio Molina decía que era la veta más rica del reino, ya que la consideraba continuación de la de Potosí.
A partir de 1885, se hizo cargo de la explotación la "Sociedad Exploradora de Paramillos de Uspallata”, que contrató técnicos para iniciar la construcción de grandes plantas de laboreo, mediante la incorporación de capital extranjero. Entre sus socios se encontraban importantes figuras del quehacer argentino de aquél entonces, como R. Lezica, H. Bunge, O. Bemberg, E. Ramos Mexía, A. Mantels, J. Stornio y el destacado perito Francisco Pascasio Moreno, quienes contrataron al prestigioso ingeniero alemán Germán Avé Lallemant, como administrador, a cargo de la dirección de los trabajos. La explotación se realizaba mediante laboreos subterráneos, principalmente en las minas denominadas "Vallejo", "San Bartolo", "Santa Rita", "San Romualdo", "La Chilena", "El Sauce", etc., de un total de más de 40 vetas descubiertas en el yacimiento. 
En el conjunto se destaca un edificio, dentro del cual hay un gran pozo — de aproximadamente 90 metros de profundidad — denominado pique "Gobernador", que fue construido aproximadamente en 1888. De éste se extraía el mineral, que era transportado a la planta de concentración -ubicada a pocos metros - en la que se hacía la molienda y separación por decantación.
Este es el período de mayor desarrollo de la mina, con piques de hasta 120 metros de profundidad, y considerables construcciones para salas de máquinas y piletas decantadoras. A fines del siglo XIX se explotaba el mineral con más de 1 kg de plata por tonelada.
Algunos años más tarde, fueron abandonados los trabajos por problemas metalúrgicos en la concentración del mineral.
Las más importantes ruinas que se conservan actualmente, corresponden al campamento minero y a la planta de concentración, y son relictos de las obras construidas, fundamentalmente, en 1889, durante la administración del ingeniero Avé Lallemant, según el libro de su autoría "El Paramillo de Uspallata", de 1890. También existen aún restos de un antiguo horno de factura, en el que se realizaba la fundición de los minerales.
Entre 1908 y 1913, el Dr. Villanueva, miembro de una aristocrática familia mendocina, adquirió la mina. Bajo su gestión como gobernador de Mendoza, se´profundizaron los túneles para explotar las vetas minerales; trabajos que fueron abandonados en la década de 1940. 
El yacimiento está integrado por más de 40 vetas (fracturas o grietas rellenas con mineral), que se disponen en forma subvertical a vertical, en rocas volcánicas del Triásico. La mineralización, de tipo hidrotermal, está compuesta principalmente por sulfuros: blenda, galena, pirita, calcopirita, tetraedrita y siderita. Cuenta con más de 10 000 túneles y galerías subterráneas.
Las ruinas abandonadas son visitadas asiduamente por turistas e interesados en el pasado minero de la provincia de Mendoza.
Cabe resaltar, que de conformidad con el artículo 235, inc. h), del Código Civil de la República Argentina, las ruinas de las minas de Paramillos de Uspallata son bienes del dominio público de la provincia de Mendoza y, en consecuencia, todas las personas tienen derecho a su uso y goce libremente, sin restricción alguna. Además, son de naturaleza jurídica inalienable - o sea, están fuera del comercio por disposición legal, por lo que no pueden enajenarse, ni darse en concesión -; e imprescriptible, es decir, nadie puede adquirir legalmente su propiedad particular por prescripción o usucapión.
Para el año 2015 el Estado provincial, propietario originario y legal de las antiguas ruinas de las minas de Paramillos de Uspallata, no ha asumido aún su obligación de dar protección a este patrimonio histórico y cultural único e irrepetible.

## Charles Darwin en Paramillos de Uspallata y el primer bosque fósil de América del Sur

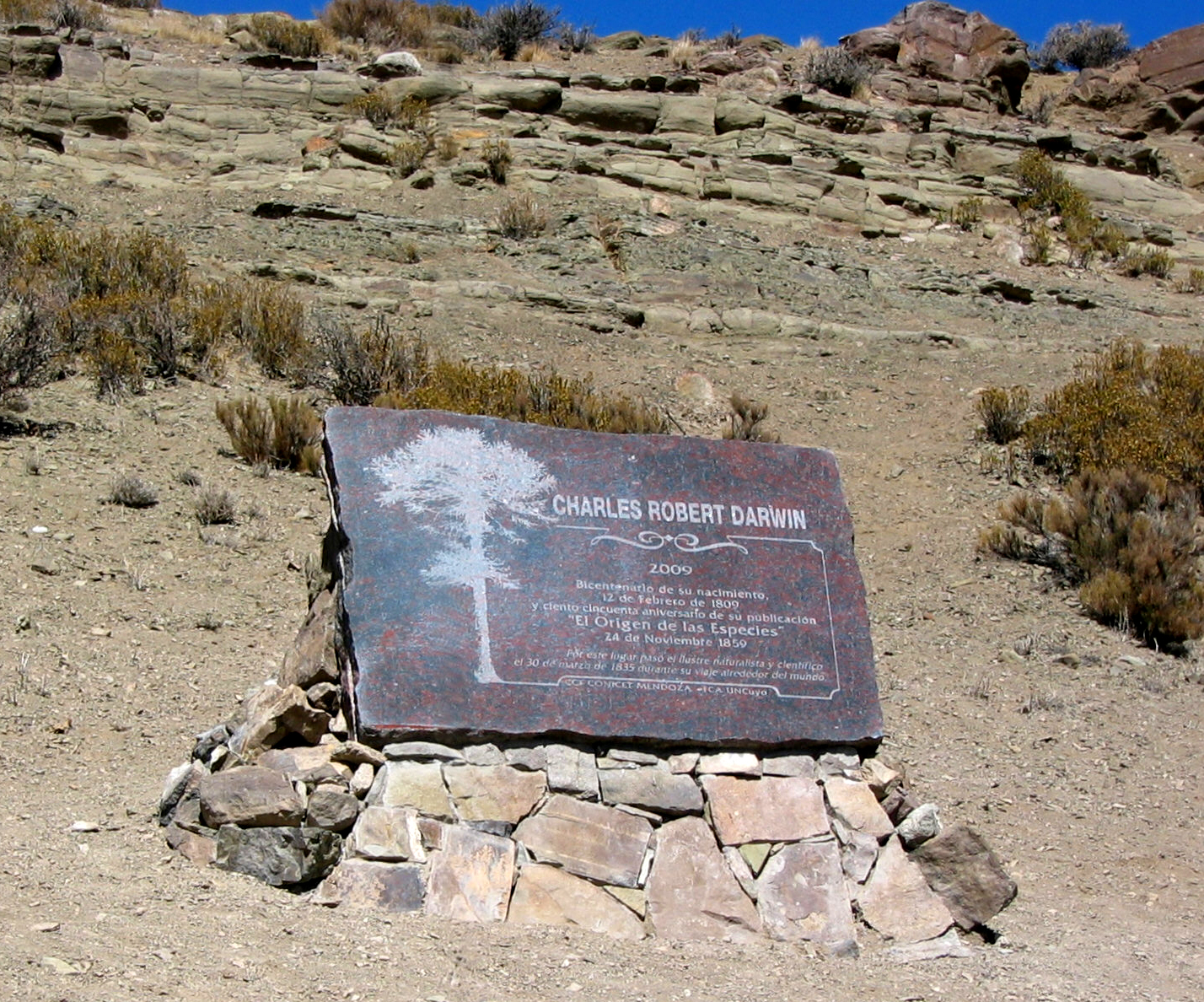
Monumento a Darwin

En 1831, Charles Robert Darwin - uno de los científicos más destacados de la historia de la humanidad - fue invitado, por intermediación del naturalista John Henslow, a participar de una expedición que se realizaría a bordo del barco HMS Beagle, comandado por el capitán Robert Fitz Roy. La nave zarpó en noviembre de ese año, cuando Darwin aún no había cumplido 23 años. Durante el viaje, Darwin no se quedaba en el barco, sino que emprendía largas expediciones por tierra, mientras la tripulación realizaba trabajos topográficos oficiales, consistentes en la medición de corrientes oceánicas y cartografía de las costas.
Después de varias escalas, en marzo de 1835, el HMS Beagle recaló en el puerto de Valparaíso. Inmediatamente, Charles Darwin - que viajaba como investigador y naturalista - cruzó la Cordillera de los Andes, cuya descripción geológica realizó. Estudió el perfil de la Sierra de Uspallata y, con su agudo poder de observación, describió una secuencia sedimentaria, con más de 52 troncos petrificados del triásico en posición de vida. 
Los detalló minuciosamente, al igual que a los sedimentos circundantes, caracterizados por su alto contenido volcánico. Como era su carácter, intentó interpretar los procesos que habrían causado ese escenario geológico, y concluyó que los árboles habían quedado sepultados como resultado de fenómenos sucedidos en las costas del Atlántico, durante el período Terciario. 
El denominado "Bosque de Darwin" se halla en sedimentos de aproximadamente 230 millones de años de antigüedad - del Período Triásico - y se compone de grandes coníferas (Araucarioxylon protoaraucana) y otras gimnospermas (Cuneumxylon spallettii) en posición de vida. Hoy se interpreta que estos árboles vivieron en extensas planicies fluviales, por las que discurrían ríos sinuosos y crecían gran variedad de helechos y otros vegetales del orden artrófita (similares al Equisetum), en un clima subtropical y en un entorno de gran actividad volcánica. 
Así, los aportes de Charles Darwin, escritos entre 1838 y 1845, y publicados en 1846, constituyen el primer trabajo geológico - en sentido estricto - de la provincia de Mendoza. La importancia histórica y científica de este sitio fue reconocida por los mendocinos, que erigieron un monumento en memoria de Charles Darwin, donde se señaló el lugar del descubrimiento de las primeras araucarias fósiles de Sudamérica. 
Esta iniciativa fue concretada en el año 1959, en ocasión de celebrarse el centenario de su histórica publicación El origen de las especies. Con el paso del tiempo, la placa progresivamente se deterioró, por lo que ulteriormente, durante la organización del 4º Congreso Internacional del Jurásico, realizado en la provincia de Mendoza, se rindió tributo a ese científico, el 21 de octubre de 1994, fecha en la que se descubrió una pequeña placa de bronce en la base del antiguo monolito, como un homenaje de la ciencia mundial. 
Posteriormente, el 12 de febrero de 2009, se conmemoró el bicentenario del nacimiento del prestigioso científico y naturalista inglés. Coincidentemente con ello, también se celebró, en ese año, el 150ª aniversario de la primera edición de su obra El origen de las especies. En todo el mundo, entidades públicas y privadas celebraron este acontecimiento para recordar ambos aniversarios. 
En Mendoza, el Centro Científico Tecnológico (CCT) CONICET Mendoza, junto a la Universidad Nacional de Cuyo, emplazaron un nuevo monumento -en el mismo lugar que el anterior- en el denominado Bosque de Darwin - de gran difusión mundial.
Finalmente, debe recalcarse que de conformidad con el artículo 235, inc. h), del Código Civil de la República Argentina, el bosque fósil de Darwin es un bien del dominio público de la Provincia de Mendoza y, por ende, la omisión del Estado en la responsabilidad de protegerlo es inexcusable.

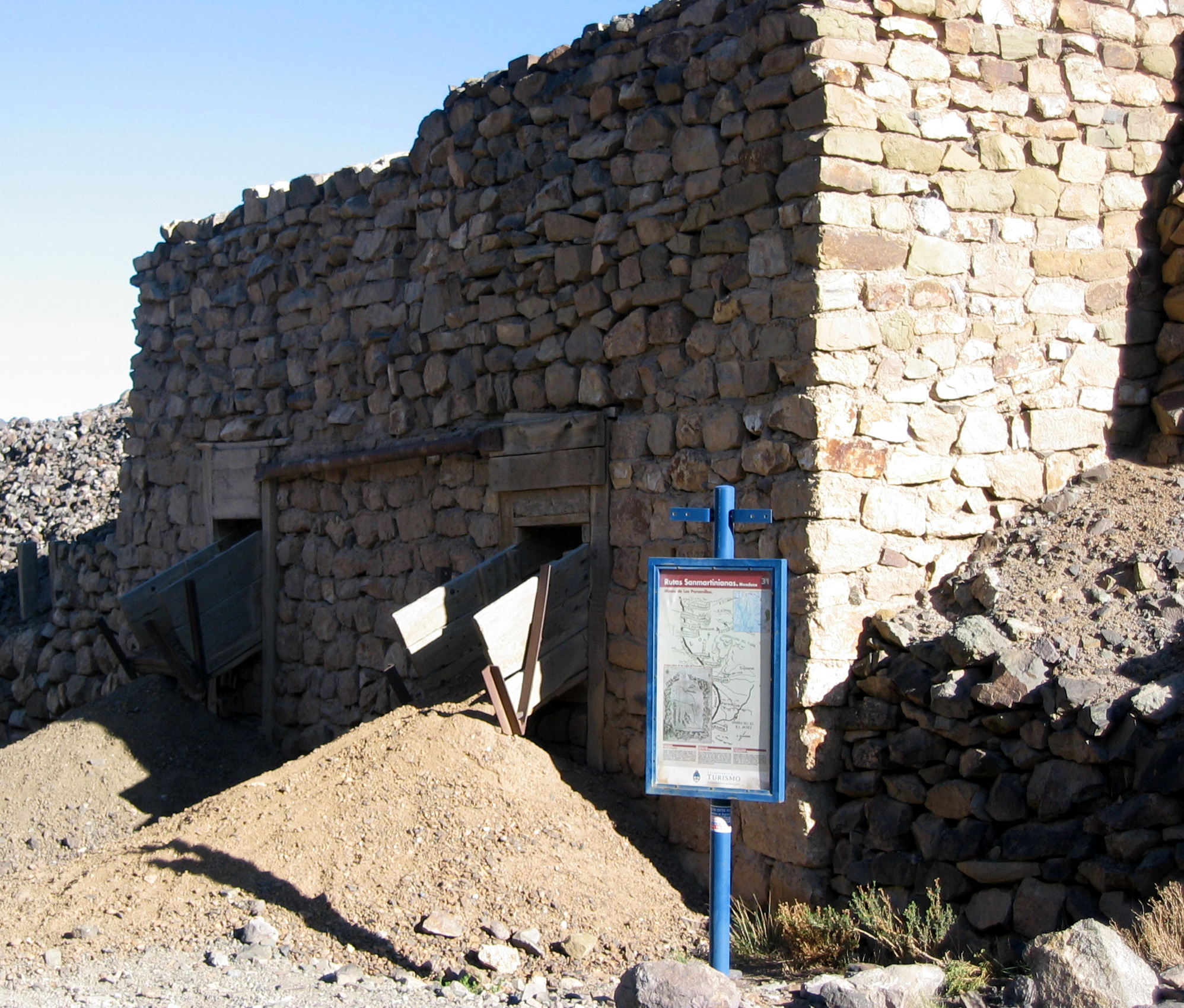
Cartel recordatorio de las Rutas Sanmartinianas en las ruinas de Paramillos

## La ruta del Ejército de Los Andes conducido por el General San Martín y Paramillos de Uspallata

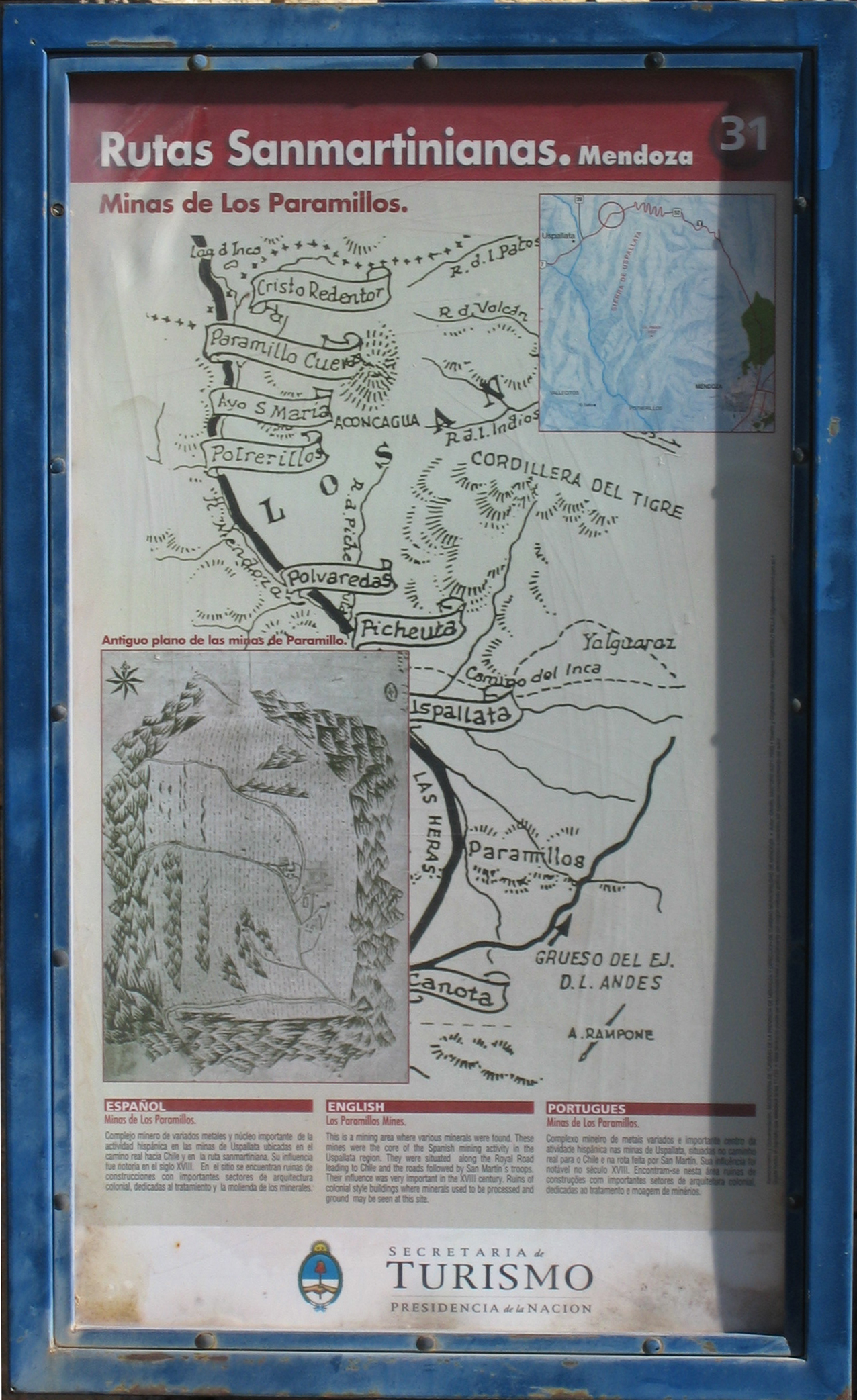
Cartel recordatorio de las Rutas Sanmartinianas (detalle)

Por esta región atravesó una de las columnas del Ejército de Los Andes, cuando se inició la epopeya libertadora del sur del continente. En 1817, esa columna - que era una de las principales del Ejército del General San Martín - estaba al mando del General Juan Gregorio de Las Heras, quien se dirigió a Chile por el camino de Uspallata. 
Otra columna, al mando del Capitán Luis Beltrán - conocido como "el fraile artillero", por haber pertenecido a la orden de los fransciscanos, que abandonó para alistarse en el ejército libertador -  partió el 19 de enero de 1817 con la Maestranza y el parque con los pertrechos de guerra y piezas de artillería, ascendió por la Quebrada del Toro y se dirigió hacia Uspallata, a través de Paramillos de Uspallata, para reunirse con la columna principal del General Juan Gregorio de Las Heras.

## Crucifijo recordatorio del Gaucho Cubillos

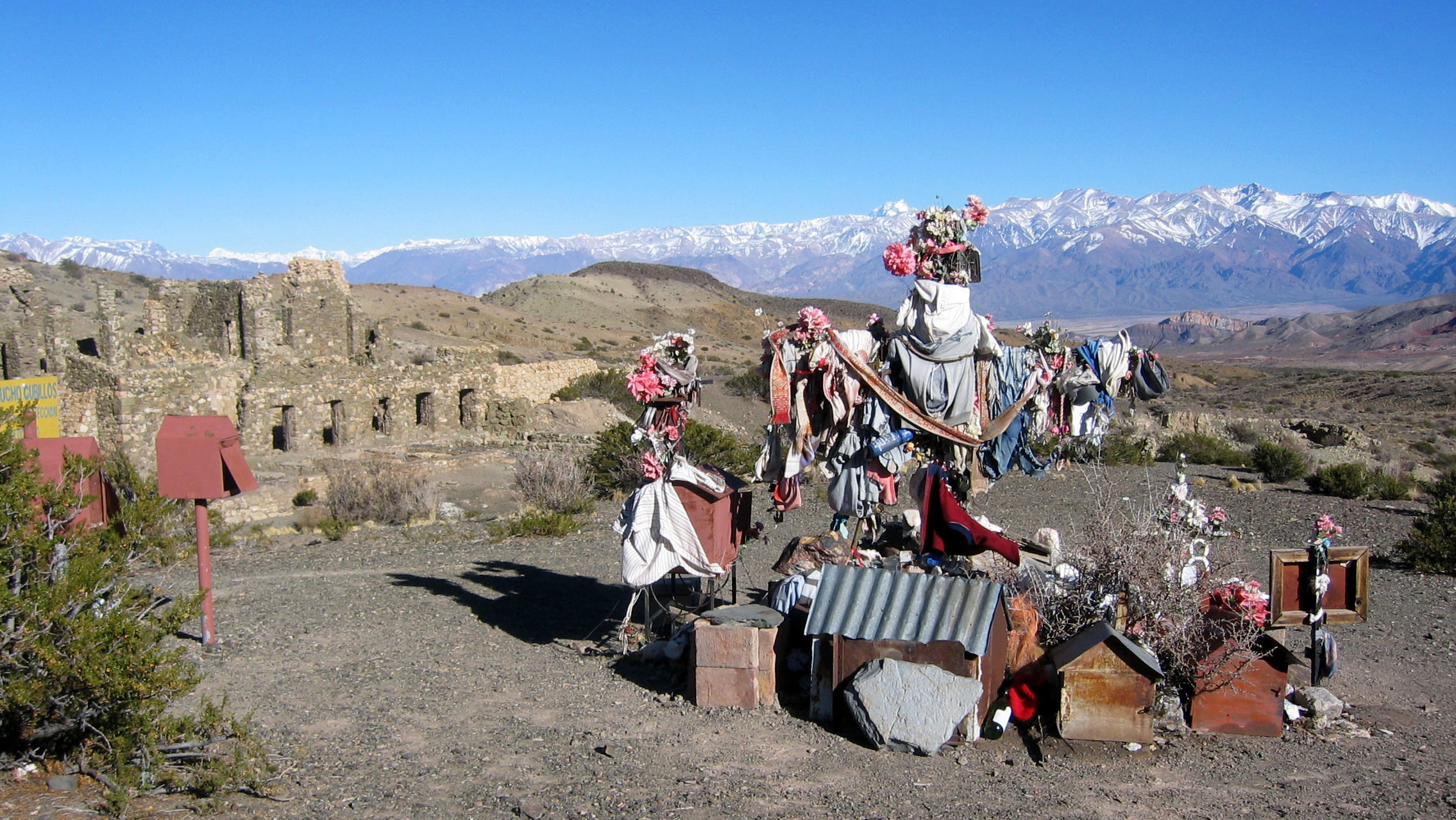
Recordatorio del Gaucho Cubillos

En las ruinas de las minas de Paramillos de Uspallata, en las cercanías de los antiguos corrales, un crucifijo metálico y múltiples flores de plástico y ofrendas, recuerdan el lugar dónde, según la tradición, fue muerto por la policía Juan Francisco Cubillos, conocido popularmente como el Gaucho Cubillos. El sitio es oratorio de los promesantes que, de todo el país, demandan la mediación de ayuda del “santo popular”, perpetuando su mito. 
Juan Francisco Cubillos nació en 1869, en Curicó, Chile, donde de niño vivió en la extrema pobreza y marginado de la sociedad. A los 18 años, en busca de mejor futuro, cruzó la cordillera de los Andes y se estableció en Tunuyán donde, sin ocupación alguna, comenzó a robar para sobrevivir. Allí forjó su fama de cuatrero y ladrón; aunque muchos - especialmente los más humildes - lo consideraban una suerte de Robin Hood, porque se dice que repartía lo que robaba entre los más necesitados. Posteriormente, el gaucho Cubillos, por sus reiterados delitos, estuvo preso en varias oportunidades; pero en todas se fugó. La última vez, fue el 5 de abril de 1895, época para la cual se refugió en las minas de Paramillos de Uspallata, donde disfrutaba de la amistad y protección de los mineros. 
En octubre de aquel año, al trascender el lugar donde se refugiaba, las autoridades ordenaron su captura, para lo cual enviaron a dos agentes policiales que, disfrazados de mineros, siguieron los pasos de Cubillos, con la orden de detenerlo. No obstante, al localizarlo, en la madrugada del 26 de octubre de 1895, fue muerto por la policía, a la temprana edad de 27 años, en un confuso episodio. Según una versión, fue asesinado a tiros y puñaladas, mientras dormía en un rancho. Según otra, fue muerto en una pulpería, donde ofreció brava resistencia a sus captores. Después de muerto, los mineros no permitieron que los policías se llevaran el cadáver del gaucho, y lo velaron en una notable demostración de afecto y fervor popular. Posteriormente, sus restos fueron trasladados por la policía a la ciudad de Mendoza, para realizarle la autopsia. Cumplido este trámite, fue sepultado en el cementerio municipal de esa ciudad.
Los documentos del Archivo Histórico de Mendoza, lo presentan como un roto chileno típico de los arrabales de Mendoza, del prototipo común de los inmigrantes trasandinos empobrecidos, con el rol de peones rurales como único capital. 
La memoria del gaucho Cubillos —como la de otros bandidos gauchos muertos por la policía— fue rescatada por la devoción popular y se le atribuyen poderes milagrosos.
Cubillos fue uno de los clásicos maleantes sociales que, en su variante autóctona, continúan protegiendo a sus fieles aún después de muertos, según el mito popular.
El fenómeno de sacralización de estos bandidos gauchos está fuertemente ligado al lugar y a las circunstancias en que fueron ultimados. Al «santo» benefactor, como es el caso de Cubillos, se lo venera, se le ofrecen tributos y se le agradece su capacidad de satisfacer los ruegos de los promesantes. 
Luego de la muerte de Cubillos no tardaron en aparecer los pedidos y los "milagros", que a muchos - según se dice - les fueron concedidos. La figura del "gaucho milagroso" comenzó a hacerse famosa. Su recordatorio en el sitio de su muerte es hoy una especie de santuario, y lugar de peregrinación y ofrendas, especialmente para los pobladores de la cercana localidad de Uspallata.
Por su parte, su tumba en el cementerio municipal de la ciudad de Mendoza, también concita numerosas demostraciones de fervor popular, especialmente entre los más humildes, por sus presuntos milagros.

## Sitios arqueológicos en Paramillos de Uspallata
En el Valle de Uspallata - y en especial en Paramillos de Uspallata -, a 2600 m de altura s.n.m., existen numerosos vestigios arqueológicos que dan cuenta de la fuerte ocupación humana que tuvo la región durante los últimos 400 años y su relación con la riqueza mineral. Dicha región,  dominada por los Incas alrededor de un siglo antes de la llegada de los españoles, integraba un inmenso imperio. Ëste se comunicaba por el Camino del Inca, que descendía por territorio andino hasta Uspallata, a lo largo del cual se emplazaban los antiguos tambos, cuyos restos perduran en la actualidad, como Tambillos, Ranchillos y Tambillitos, a lo largo de la ruta 146 y 7, respectivamente. En esos tambos, se alojaban los chasquis (mensajeros) y poblaciones de mitimaes, colonos agricultores y militares incas. Bajo la influencia incaica, los huarpes perdieron la pureza de su etnia y sufrieron una considerable transformación cultural. Esta circunstancia acarreó como consecuencia el reemplazo de las lenguas huarpes originarias - el allentiac y el millcayac - por la quechua.
Los sitios arqueológicos, como los de la quebrada de Los Hornillos o del paso de Los Paramillos, son hitos de la prehistoria del área con ocupaciones humanas que, con solución de continuidad, abarcan el lapso de unos 5000 años a. C., a unos 1500 años d. C.. 
Documentación histórica y relatos de viajeros, especialmente del siglo XIX, entre otros, ofrecen testimonio de paisajes, usos y costumbres, infraestructura y actividades económicas. Estos permiten, no solo afianzar la significación patrimonial de todo lo histórico - cultural de la región - que pudo sobrevivir al paso del tiempo y al impacto humano -, sino también confrontarlos y complementarlos con los conocimientos geológicos, botánicos, zoológicos y antropológicos actuales del área.
Estos antecedentes de contenido arqueológico y arqueo-histórico minero o industrial, indudablemente tornan indispensable la protección de la zona de referencia - que no se agota en la zona analizada - y en sus antecedentes históricos y patrimoniales, sino que alcanza también a la región que la rodea, con su inestimable riqueza biológica y belleza natural. Preservar ese patrimonio y su contenido - testimonio de los esfuerzos realizados por las sucesivas generaciones que nos precedieron a lo largo de muchos siglos - constituye una obligación ineludible para los que aún tienen el privilegio de observarlo.
Humberto A. Lagiglia (1983) desarrolló una propuesta de tipo historiográfica y teórica, dimensionando el rol de la minería colonial, sobre todo entre los siglos XVII-XVIII en el Valle de Uspallata, llegando incluso a estudiar los posibles usos de los hornos de fundición del edificio y entorno de las Bóvedas de Uspallata (actual museo del sitio), a la orilla del arroyo San Alberto.
Posteriormente, se publicó un libro, en el cual el Dr. Adolfo Cueto compiló una serie de trabajos específicos, destinados a conocer las características históricas de la minería y el impacto generado por esta actividad en el ambiente de precordillera, donde se incluye un capítulo referido a las excavaciones arqueológicas, en tres sondeos en diferentes sectores: El Gobernador, Ramos Mejía y Vallejos 01, todas del sitio Los Paramillos.
La escasa cantidad de trabajos sobre el lugar, no deja de ser llamativa, especialmente si se tiene en cuenta el rol clave que tuvo la minería en diferentes etapas de la historia económica de Mendoza; como también la magnitud de los emplazamientos existentes (actualmente abandonados). Prueba de ello, es la gran cantidad de sitios arqueológicos, de diferentes tamaños, diseminados en la precordillera (especialmente dentro de la reserva natural Villavicencio), que han sido escasamente considerados, tanto por la investigación de la historia de la minería local, como por las políticas de preservación del patrimonio cultural.

## Biodiversidad

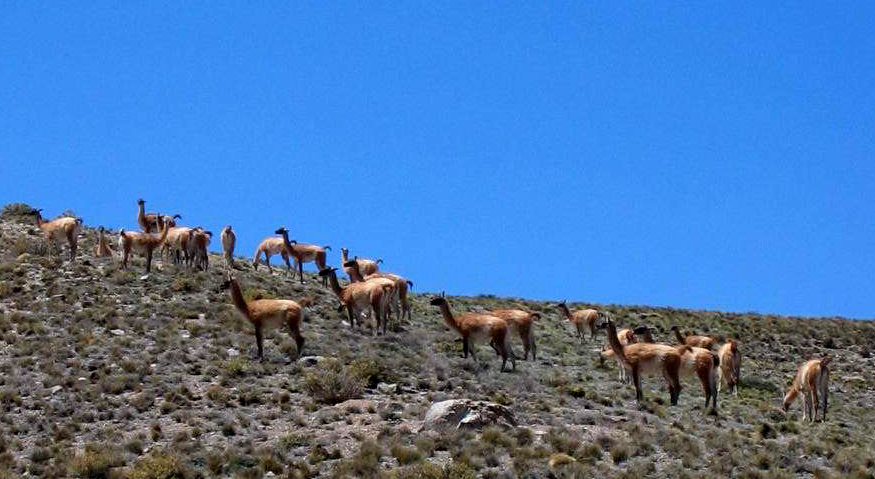
Guanacos en Paramillos.

La biodiversidad de la zona es de notable importancia, con ecosistemas y hábitats de especies propios y únicos de esta región, tanto de fauna, como de flora. 

### Fauna
En el área, se pueden observar guanacos, zorros, choiques o ñandúes cordilleranos y cóndores (Vultur gryphus), entre muchas otras especies animales, ya que este es su hábitat natural. Algunas de las especies presentes en esta área, están mencionadas en el Libro Rojo de Mamíferos y Aves Amenazados de la Argentina (1997, 2000) y en la Lista Roja de la UICN (Unión Internacional para la Conservación de la Naturaleza). 
Dentro de los diferentes grupos animales hay especies emblemáticas, que están seriamente amenazadas o se encuentran en situación de vulnerabilidad. 
La fauna que se registra en la Unidad de Montaña alberga un gran número de animales adaptados a condiciones desérticas, que se desarrolla por debajo de los 3500 m s. n. m., con precipitaciones anuales que no superan los 250 mm, y con grandes oscilaciones térmicas diarias y estacionales, baja humedad atmosférica, fuerte insolación y escasez de alimentos. Esos factores generan condiciones de vida que obligan a los animales a desarrollar diversas estrategias, en lo referente a morfología, fisiología, etología y ecología, para adecuarse a la rigurosidad del ambiente árido. Los principales problemas que deben enfrentar estos animales, son la obtención y conservación de agua y alimento, y la regulación de la temperatura corporal (Videla et al., 1997).
El guanaco (Lama guanicoe) y el zorro colorado (Lycalopex culpaeus andinus) han sufrido una fuerte presión antrópica, que ha afectado su presencia en la zona montañosa. El zorro gris patagónico o chilla (Lycalopex griseus) está más asociado a piedemontes. Entre los félidos, además del puma (Puma concolor), habita el gato montés (Leopardus geoffroyi), especie que ha sufrido una intensa presión de cacería, debido al alto valor de su piel. Además, habitan el área reptiles, ofidios, anfibios, mustélidos, quirópteros y diversas especies de aves; entre ellas, las rapaces y las passeriformes. 
En el área de Paramillos de Uspallata, la fauna silvestre ha sufrido variados impactos a causa de la actividad humana (minería, turismo no controlado, cacería, extracción de leña, incendios, desmonte, sobrepastoreo, etc.).
Numerosos investigadores se han interesado en el estudio de la fauna de la zona. Cabe mencionar, entre otros, a J. Yepes (1937), Virgilio Germán Roig (1962, 1965, 1972) y José Miguel Cei (1978, 1980, 1986).

### Flora

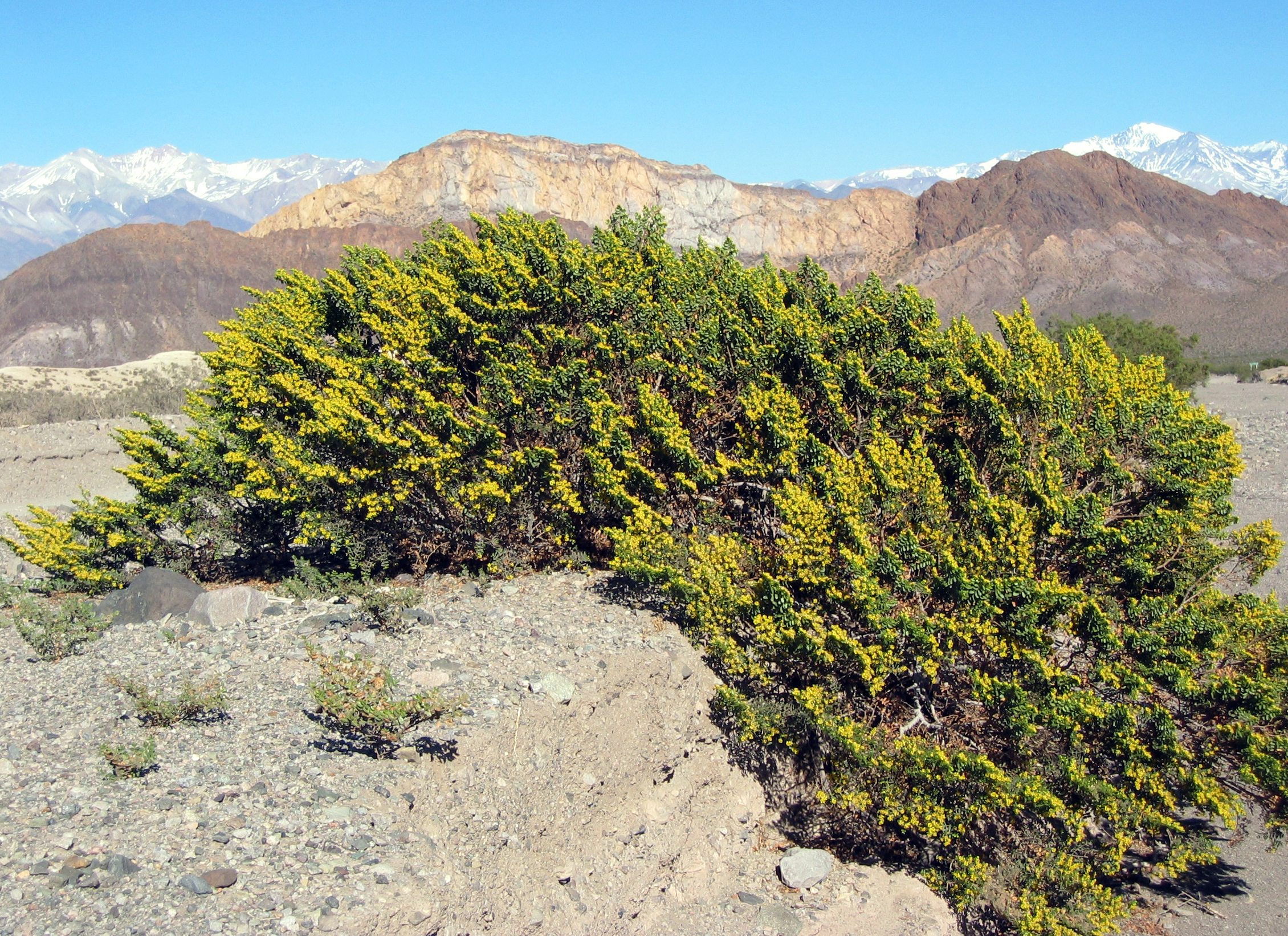
Jarilla con flores en Paramillos

La vegetación de Paramillos de Uspallata ha merecido en el pasado la atención de numerosos botánicos y coleccionistas. La ruta que desde el norte parte del Departamento Las Heras, asciende hacia el oeste por la Quebrada de Villavicencio, atraviesa dos ambientes emblemáticos: cruza el piedemonte (entre los 1200 a los 2600 m s. n. m.), donde surge el cardonal; y de ahí a los 3100 m s. n. m., la puna, escenario que no se repite en otra parte de la provincia de Mendoza. Cada ambiente confiere espacio a su propia diversidad animal y vegetal.
El medio descripto corresponde a un típico ambiente de Provincia fitogeográfica Puneña, del cual es su manifestación más austral,
Las investigaciones de un importante número de exploradores botánicos en el Paso de Uspallata o Paso de la Cumbre - como se llamó también antiguamente - habrían comenzado hacia 1727 o 1728, cuando el inglés Francis Hall realizó un viaje a Chile. En su transcurso, coleccionó en esta área un primer ejemplar de Senecio polygaloides Phil, que se preserva en el herbario de Sherard y Dillenius, en Oxford, Inglaterra. Esta también puede ser la primera planta coleccionada de Mendoza. Luego de más de 60 años, el naturalista húngaro Thaddaeus Preregrino Haenke cruzó rumbo a Chile, en marzo de 1790, como integrante de la expedición de Alessandro Malaspina, a la que pertenecía también el botánico franco-español Louis Née. Las colecciones de Haenke se conservan en Praga, mientras que las de Née se hallan en Madrid. 
En 1796 arribaron a Mendoza el botánico inglés John Miers, de paso a Chile, para realizar exploraciones mineras; y el cirujano escocés John Gillies. El primero, efectuó cuatro cruces de la cordillera, entre 1819 y 1824. A su regreso definitivo a Londres (1838), estudió sus colecciones y publicó importantes trabajos, que contribuyeron en gran medida al conocimiento botánico del extremo sur de América. Las plantas coleccionadas por este investigador se conservan en Londres y Edimburgo. 
Gillies se estableció en Mendoza, entre 1821 y 1828, donde realizó una gran cantidad de viajes de exploración. Como resultado de los mismos, reunió un importante número de plantas, que remitió progresivamente a Londres, Edimburgo y Glasgow. Numerosas plantas mendocinas llevan su nombre. Gillies influyó en el despertar de la vocación botánica de Miers, quien realizó detallados dibujos y prolijas herborizaciones de plantas, en sus cruces de la Cordillera de los Andes. Posteriormente, los dio a conocer en diversas publicaciones a su regreso a Londres, al igual que relatos sobre sus viajes. Una serie de los duplicados de Miers se halla en Kew, y algunos en Ginebra; pero la parte más completa, con grabados y manuscritos, se conserva desde su muerte en el British Museum de Londres.
Más tarde, Charles Robert Darwin siguió el itinerario del Paso de “Paramillos de Uspallata”, en su famoso viaje alrededor del mundo, entre el 29 de marzo y el 5 de abril de 1835. Las colecciones botánicas formadas por Darwin se conservan en herbarios británicos, y fueron estudiadas especialmente por W. J. Hooker y J.S. Henslow, en Cambridge.
Diversas colecciones de plantas cordilleranas, de la segunda mitad del siglo XIX, fueron descriptas por el naturalista alemán Rudolph A. Philippi, residente en Santiago de Chile. Ellas se deben especialmente a colecciones de varios naturalistas y están depositadas en el Herbario del Museo Nacional de Chile, en donde ha podido identificarse gran cantidad de tipos nomenclaturales. Philippi publicó sus dos obras, denominadas “Sertum mendocinum”, y otras donde trata sobre plantas del Paso de Uspallata y describe ejemplares colectados por Friedrich Leybold, entre 1857 y 1862.
Otros naturalistas notables transitaron por esta ruta. Federico Kurtz, botánico alemán y profesor en Córdoba (Argentina), llegó a la frontera con Chile, en su viaje de 1885/86, y reunió plantas que se hallan en los herbarios del Museo Botánico de la Universidad Nacional de Córdoba y de Farmacología de Buenos Aires. Repitió su viaje en 1897 y 1900. Kurtz estudió, además, colecciones realizadas en la cordillera por Guillermo Bodenbender.
Otros botánicos han coleccionado plantas en la región, en ambas vertientes de la Cordillera de los Andes, atraídos por la diversidad florística de este sector cordillerano. 
Los antiguos viajeros recorrieron el camino de postas entre Buenos Aires y Santiago de Chile, salvando el macizo andino a través de este paso tan rico en flora. La ruta más frecuentada, hasta la década de 1960, fue la que parte de la Ciudad de Mendoza, por el norte, atraviesa Paramillos de Uspallata y llega a la localidad de Uspallata (1750 m s. n. m.), cruzando la sierra homónima por el paso de los Paramillos (2884 m s. n. m.).

## Geología del área de Paramillos de Uspallata

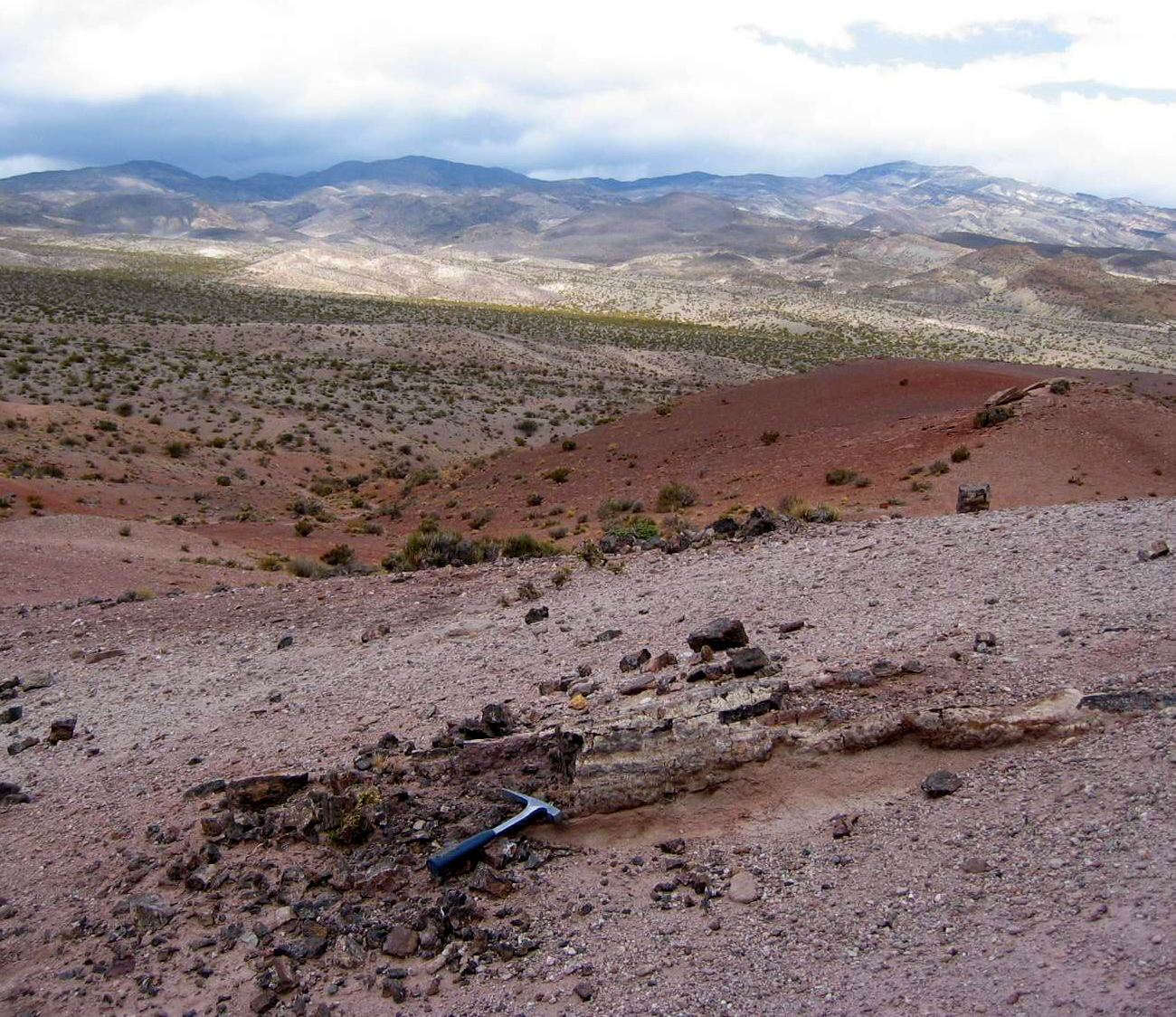
Tronco fósil (Cerro Los Colorados).

La primera descripción geológica del área conocida como «Agua de la Zorra», en Paramillos de Uspallata, fue la realizada detalladamente por Charles Darwin, en 1835. Este científico interpretó la secuencia geológica que aflora en esta área, como de origen sedimentario y volcánico. En el mismo siglo, Burmeister (1858, 1861) estudió la constitución geológica de la Sierra de Uspallata.
Contribuciones posteriores sobre la geología de Paramillos de Uspallata, mencionadas en la literatura, son las de Stelzner (1885 y 1892, “Contribuciones a la Geología Argentina”); Germán Avé Lallemant (1890, 1891), Geinitz (1876), Stappenbeck (1910), Du Toit (1927), Keidel (1983), Pablo Groeber (1939), Harrington (1941), Anselmo Windhausen (1941), Carlos Rusconi (1938, 1941, 1948, 1957), Frenguelli (1948), Groeber y Stipanicic (1952), Römer (1960) y Bracaccini (1946). Los mendocinos José Luis Minoprio (1954), junto con el profesor Manuel Tellechea y Carlos Rusconi, estudiaron esta región desde el punto de vista geológico y coleccionaron gran cantidad de fósiles, algunos de cuyos registros no se han vuelto a descubrir. Entre 1937 y 1939, Carlos Rusconi también describió la secuencia geológica y los troncos del “Yacimiento Darwin” (1941, p. 83) y llevó un ejemplar al Museo de Ciencias Naturales de la ciudad de Mendoza, que aún se conserva en su colección. 
Recién en 1995, Mariana Brea reconoce en esta área tres localidades fosilíferas, que denomina “El Sauce”, “Darwin” y “Bosque El Portezuelo” (Brea y Artabe, 1999; Brea, et al., 2008), los cuales constituyen grupos de troncos fósiles in situ y en posición de vida. En la Formación Los Colorados, del Triásico Superior (228 – 203 Millones de años), se encuentran también restos de troncos de otro bosque fósil, que fuera hallado y descripto primeramente por E. Fossa Mancini (1941), y luego por Carlos Rusconi (1941). 
La región de Paramillos de Uspallata concentra la mayor población de bosques fósiles de la Argentina. Su estado de preservación es tal, que permite el estudio de la madera fósil a través del microscopio, ya que las estructuras orgánicas (tejidos leñosos) se conservan, a pesar de su reemplazo por minerales (permineralización). 
Las faunas fósiles del Triásico de Paramillos de Uspallata, incluyen invertebrados continentales (insectos y artrópodos bivalvos de agua dulce), preservados en la Formación Portezuelo Bayo. Los restos de vertebrados fósiles de esta área, corresponden a restos de reptiles y gran cantidad de peces (Geinitz, 1876; Carlos Rusconi, 1946 a 1956), provenientes de ambientes lacustres. 
Cada yacimiento paleontológico de la zona constituye una localidad mundialmente conocida, por los numerosos trabajos científicos publicados en revistas internacionales. 
La diversidad, cantidad y estado de preservación de los fósiles de plantas y animales hallados en la zona de Paramillos de Uspallata, han permitido reconstruir parte de la historia geológica y de los organismos que habitaron la provincia de Mendoza, en épocas pretéritas.

## Patrimonio paisajístico y desarrollo turístico

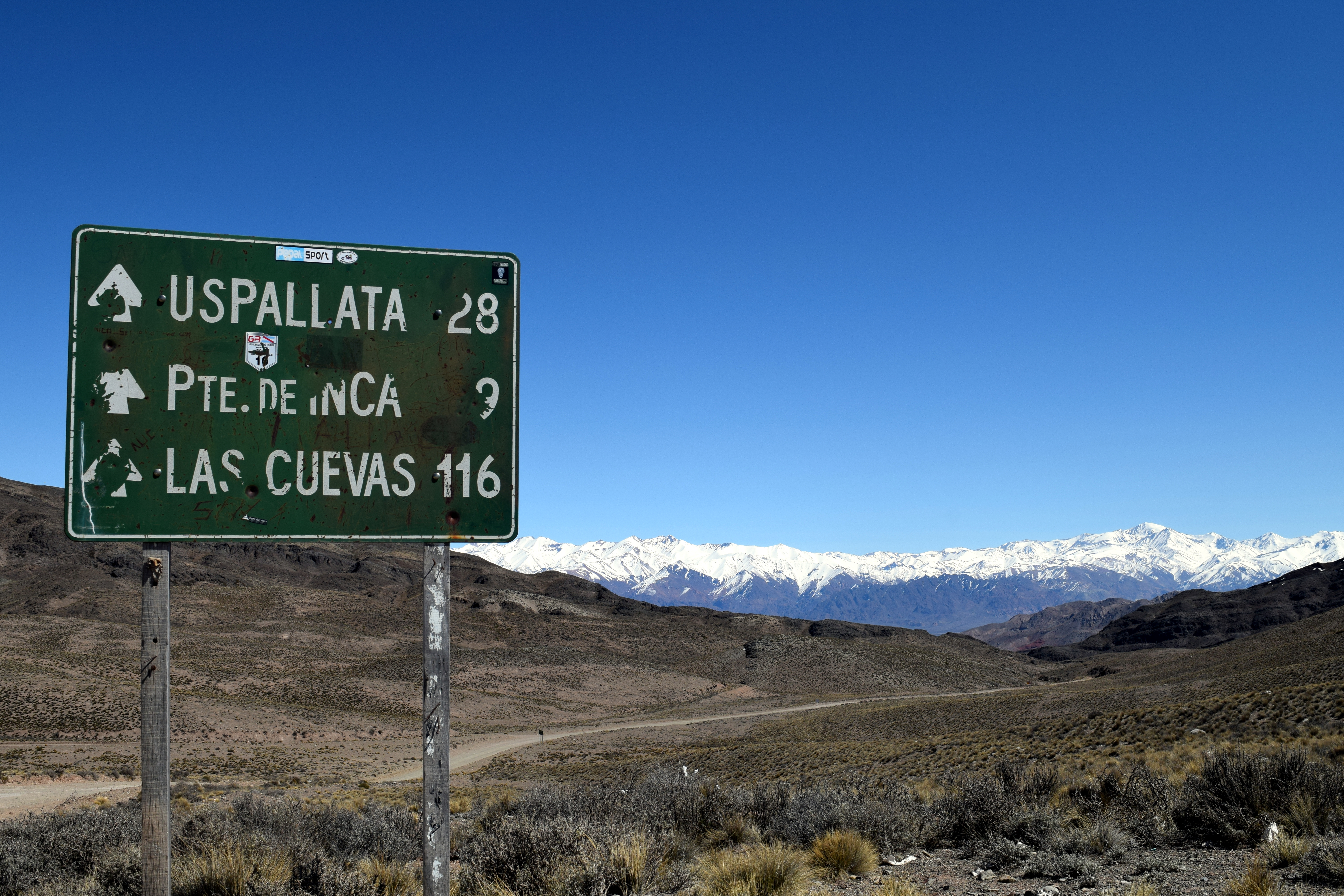
La ruta provincial n° 52 a su paso por Paramillos de Uspallata.

El circuito turístico se inicia por la ruta provincial n° 52, que parte desde el Departamento Las Heras, pasa por el monumento de Canota —recordatorio de la travesía del Ejército de los Andes—, las Termas de Villavicencio y el antiguo hotel de igual nombre. Desde allí, asciende por el sinuoso camino de los caracoles — también conocido como de "las 365 curvas" — con sus excepcionales vistas panorámicas, para conducir a Paramillos de Uspallata y, finalmente, a la villa de Uspallata. Desde esta localidad, por la ruta nacional n° 7, se puede retornar a la ciudad de Mendoza, y visitar — previamente — la pintoresca villa Potrerillos (Mendoza) y su dique, en lo que constituye uno de los recorridos turísticos más atrayentes, concurridos e importantes de la zona norte de la provincia de Mendoza. Ello, tanto por los atractivos que posee, como por su cercanía con la ciudad del mismo nombre. La zona denominada Paramillos de Uspallata, ubicada en ese circuito, es de incalculable valor patrimonial, ecológico, panorámico, paisajístico, geomorfológico, paleontológico, cultural e histórico, no sólo para la provincia de Mendoza, sino para la Argentina. El mencionado circuito incluye lugares de gran valor turístico, como el primitivo camino a Chile, con los citados caracoles de las Termas de Villavicencio, la formación geológica conocida como «El Balcón», la Cruz de Paramillos, el recordatorio a la travesía del Ejército de los Andes; como también las ruinas de las antiquísimas minas de Paramillos de Uspallata, el itinerario y Bosque de Darwin, el cerro Tunduqueral con sus intrigantes petroglifos, y demás atractivos reseñados. 
Paramillos de Uspallata tiene, asimismo, extraordinarias características paisajísticas. Desde allí, puede observarse un incomparable panorama, compuesto por el cerro Los Colorados; y la Cordillera de los Andes - en todo su esplendor - con vista al internacionalmente conocido cerro Aconcagua, al cerro Mercedario, y al cerro El Plata, lo que configura un paisaje de excepcional belleza, único en la provincia de Mendoza. Diariamente, gran cantidad de turistas - argentinos y extranjeros - visitan la zona para admirar la magnificencia del lugar.